# دوري البطولة الإنجليزية – بطولة الدوري الفنلندي 1931
دوري البطولة الإنجليزية – بطولة الدوري الفنلندي 1931 (بالفنلندية: Jalkapallon A-sarjan kausi 1931) هو الموسم 2 من دوري البطولة الإنجليزية ‏. أشرف على تنظيمه اتحاد فنلندا لكرة القدم، وكان عدد الأندية المشاركة فيه 8، وفاز فيه اتش آي اف كي.